# Avenida Machala
La Avenida Machala es una vía urbana que recorre en sentido norte-sur la ciudad de Guayaquil, Ecuador. Es una de las avenidas más transitadas de la ciudad, con un promedio en 2007 de 300 000 transeúntes al día, entre peatones y personas en vehículos. Inicia en la intersección con la calle Piedrahíta y recorre alrededor de 2 kilómetros hasta desembocar en el Instituto Tecnológico Superior Guayaquil, donde el tráfico vehicular pasa a la calle José de Antepara. Es además considerada la vía gemela de la Avenida Quito, que cruza la ciudad en sentido inverso (sur-norte) a la Machala.
La vía es usualmente el sitio elegido por la Municipalidad de Guayaquil para realizar espectáculos musicales durante las fiestas patronales de la ciudad, con la instalación de tarimas en la intersección entre la avenida Machala y la Gómez Rendón. También suele ser utilizada como parte del recorrido de desfiles y procesiones religiosas.

## Historia
En 1860 tuvo lugar en el área la Batalla de Guayaquil, en la que las fuerzas de Gabriel García Moreno vencieron a las de Guillermo Franco Herrera, quien se había proclamado Jefe Supremo de Guayaquil. Como conmemoración de la batalla, el sector pasó a ser conocido como la «Pampa de la Victoria», que en la actualidad es el nombre de una iglesia y un parque ubicados en el sector.
El trazado de la avenida se inició en 1866, cuando la municipalidad de la ciudad formó una comisión que además realizó el trazado de la Avenida Quito como vía paralela a la Machala. Según el historiador Julio Estrada Ycaza, la avenida fue bautizada con el nombre de Machala en 1887. El nombre de la misma cambió a Avenida Decimoquinta en 1916, pero volvió a su nombre original en 1925.
La avenida fue pavimentada en la década de 1950. Para el año 1970 se decidió volverla unidireccional en sentido norte-sur, mientras la avenida Quito pasó a ser unidireccional en sentido sur-norte. Durante la alcaldía de León Febres-Cordero Ribadeneyra se realizaron trabajos para darle continuidad a la avenida y conectarla con la calle José de Antepara, por lo que se realizaron expropiaciones de viviendas en el sector.
En 2007 se instaló al final de la avenida, sobre el Instituto Tecnológico Superior Guayaquil, una pantalla gigante de 50.33 metros y casi dos toneladas de peso, lo que la convirtió al momento de su inauguración en una de las pantallas de su tipo más grandes de Latinoamérica. La pantalla se utilizó para presentar publicidades, al estilo de las pantallas ubicadas en Times Square, y fue desmontada en 2014 al finalizar el contrato.